# Маріо Рігоні Стерн
Маріо Рігоні Стерн (італ. Mario Rigoni Stern; 1 листопада, 1921 — 16 червня 2008, Азіаго) — італійський письменник та журналіст, учасник Другої світової війни.

## Біографія та творчий шлях
Народився в альпійському містечку Асіаго, де під час Першої світової війни відбувалися жорстокі бої. В 1938 році вступив у військову школу альпінізму в Аості, учасник походів в 1940–1941 рр. в Грецію та Албанію, що пізніше відобразив в романі «На висоті Албанії» (1967). В 1944 р. на чолі загону альпійських стрільців перетнув Україну, в кровопролитних боях на Дону втратив більшу частину своїх людей, пройшов важкий відступ. Білоруські селяни переховували його вдома та врятували йому життя. 5 травня 1945 року він пішки повернувся додому. В 1953 Рігоні Стерн описав ці події в своєму першому та самому знаменитому романі, що засновувався на персональних записах щоденника — «Сержант у снігах», відзначений премією «Віареджо», він по праву вважається однією з найкращих італійських книг про війну. Потім майже 10 років Рігоні Стерн нічого не писав. В 1962 році, знов починає творити і видає книгу «Глухий ліс» про його рідну землю, людей.
В 1978 видає роман «Історія Тьонле» — про звичайного чоловіка, в життя якого вторглися події Першої світової війни.
Теми двох воєн ніколи не покидала письменника — з сімейних переказів та за своїми згадками написав збірку оповідань «Війна альпійських стрільців» (1967), романи «Повернення на Дон» (1973) та «Рік перемоги» (1985). В романі «Час року Джакомо» (1995) оповідається про людей, що ціною нескінчених втрат звільнили Італію від фашистів та німецьких окупантів, а в 1950-тих були змушені шукати кращої долі в далеких країнах. У 2000 році опублікована історична праця Рігоні Стерна «1915-1918: Війна на плоскогір'ях».
Протягом багатьох років письменник публікує короткі оповідання на сторінках газети «Стампа» — вони ввійшли в збірку «Чарівний Колобок та інші твори» (1999), «Далекі зими» (1999), «Між двох війн та інші історії» (2000). В жанрі міні-репортажів про мандрівки написані «Молоді мудреці з Коімбри» (Португалія), «На семи озерах короля-глухаря» (Словенія), «Феї та отрута богемського лісу».
Учасник Другої світової війни у складі Альпійського корпусу Італійської армії.
Помер 16 червня 2008 р., після тривалої хвороби на 86 році життя.
Стерн був лауреатом численних літературних премій.
Про нього було відзнято документальний фільм «Mario Rigoni Stern» у 1999 році.

## Переклади творів українською мовою
- Маріо Ріґоні-Стерн. Сержант у снігах / пер. з іт. Андрій Омельянюк. — К. : ТОВ «Видавництво "КЛІО"», 2016. — 256 с. — ISBN 978-617-7023-52-3.